# 핀 텀블러 록

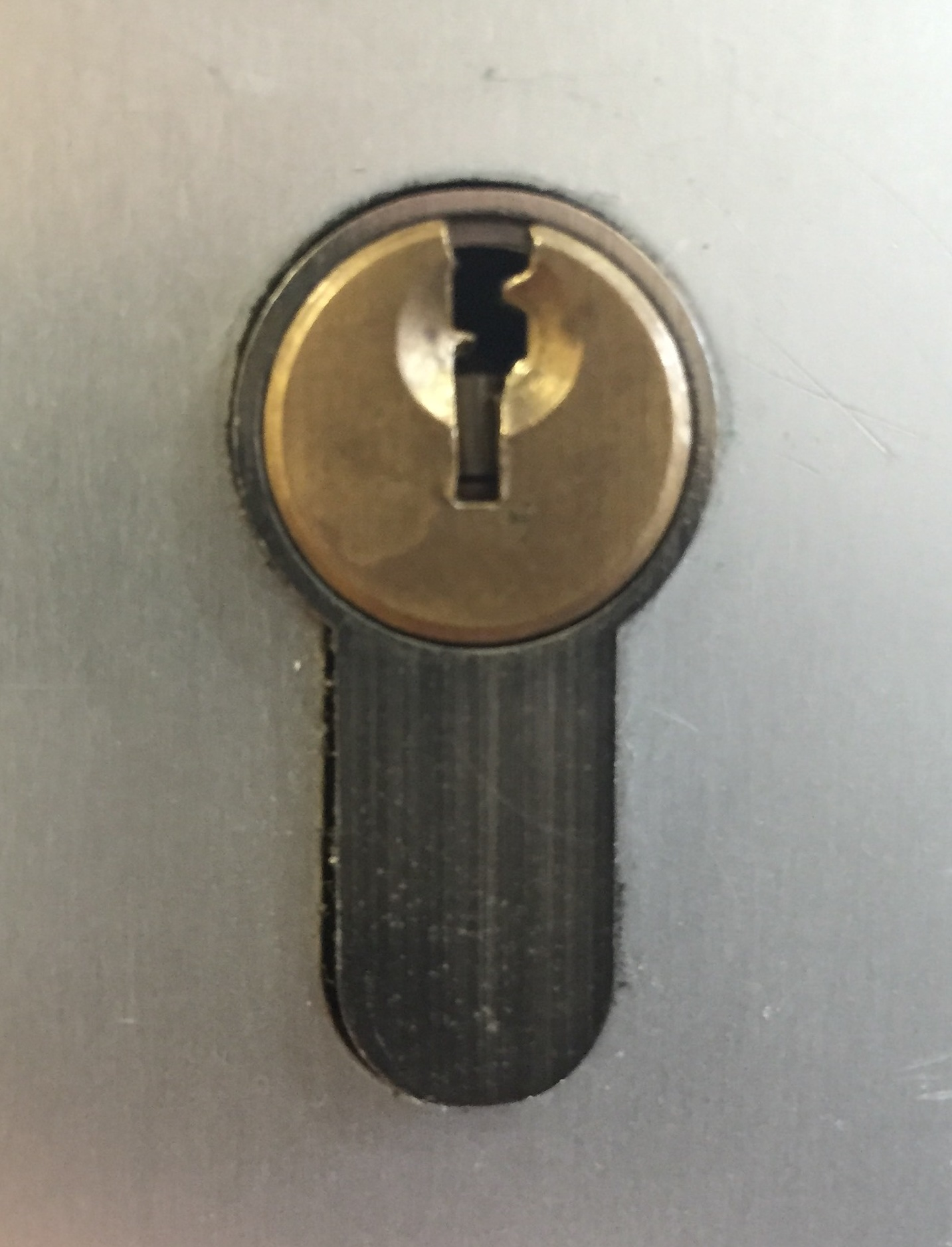

핀 텀블러 록(Pin tumbler lock) 또는 예일 록(Yale lock)은 다양한 길이의 핀을 사용하여 올바른 열쇠 없이는 잠금 장치가 열리는 것을 방지하는 잠금 장치이다.
핀 텀블러는 실린더 잠금 장치에 가장 일반적으로 사용되지만 관형 핀 텀블러 록(방사형 잠금 장치 또는 에이스 잠금 장치라고도 함)에서도 볼 수 있다.

### 초기 특허
- 미국 특허 8,071
- 미국 특허 9,850
- 미국 특허 31,278